# Jean Escoula
Jean Escoula, né à Bagnères-de-Bigorre le 26 octobre 1851 et mort à Neuilly-sur-Marne le 30 juillet 1911, est un sculpteur français.
Son fils Jacques  Escoula (1882-1930) est également sculpteur.

## Biographie
Jean Escoula reçoit une formation d'apprenti chez son père marbrier jusqu'en 1871. Il travaille comme praticien dans les ateliers de Jean-Baptiste Carpeaux, Jean Gautherin, Alfred Lenoir et Auguste Rodin, tout en développant parallèlement son œuvre personnel.
Entre 1884 et 1900, il exécute pour Rodin les marbres d’Ève, Éternelle idole, Madame Alfred Roll (vers 1887, avec Louis Cornu), Madame Vicuna (en 1888, avec Louis Cornu), La Danaïde (vers 1889), ainsi que  les chevaux du Monument de Claude Gellée (en 1892, avec Victor Peter).
Entre 1868 et 1908, il expose au Salon des artistes français, et de 1892 à 1910 au Salon de la Société nationale des beaux-arts.
Il remporte une médaille d'or à l'Exposition universelle de 1889 et à celle de 1900.

## Œuvres dans les collections publiques
- Bagnères-de-Bigorre :
  - parc thermal : Muse bagnéraise, 1909, statue en marbre[4] ;
  - Monument à Sophie Cottin, 1910, bas-relief en marbre[5].
- Châlons-en-Champagne, musée des Beaux-Arts et d'Archéologie : Jeunes baigneuses, plâtre.
- Douai, musée de la Chartreuse : Jeunes baigneuses, 1888, plâtre, exposé au Salon de 1886 sous le no 3858.
- Feurs, musée de Feurs : Souvenir, 1904, marbre.
- Nîmes, jardins de la Fontaine : Vers l'amour, 1901, groupe en marbre.
- Paris, musée d'Orsay : Tête de Céphale, dit aussi La Douleur, vers 1890, tête issue du groupe La Mort de Procris, plâtre[6].
- Rambouillet, parc du château de Rambouillet : La Mort de Procris, 1898, groupe en marbre.
- Sèvres, musée national de Céramique : Vers l'amour ou Au Ruisseau ou Paul et Virginie, réduction en biscuit par la Manufacture de Sèvres.
- Tarbes, musée Massey : Tête de Céphale, dit aussi La Douleur, vers 1890, plâtre. 
  - Fontaine des quatre vallées ou Monument Duvignau-Bousigues, 1897, en collaboration avec Edmond Desca et Louis Mathet[7] ;
- Valenciennes, musée des Beaux-Arts : Tête de Céphale, dit aussi La Douleur, bronze, fonte Siot-Decauville.

## Salons
- 1890 : La Mort de Procris, groupe en plâtre.
- 1892 : Le Printemps, statue en plâtre.
- 1895 : Nymphe des Sources, statue en plâtre.
- 1897 : La Douleur, statue[8].
- 1898 : La Mort de Procris, groupe en marbre.
- 1909 : Muse bagnéraise, statue en marbre.

Œuvres de Jean Escoula
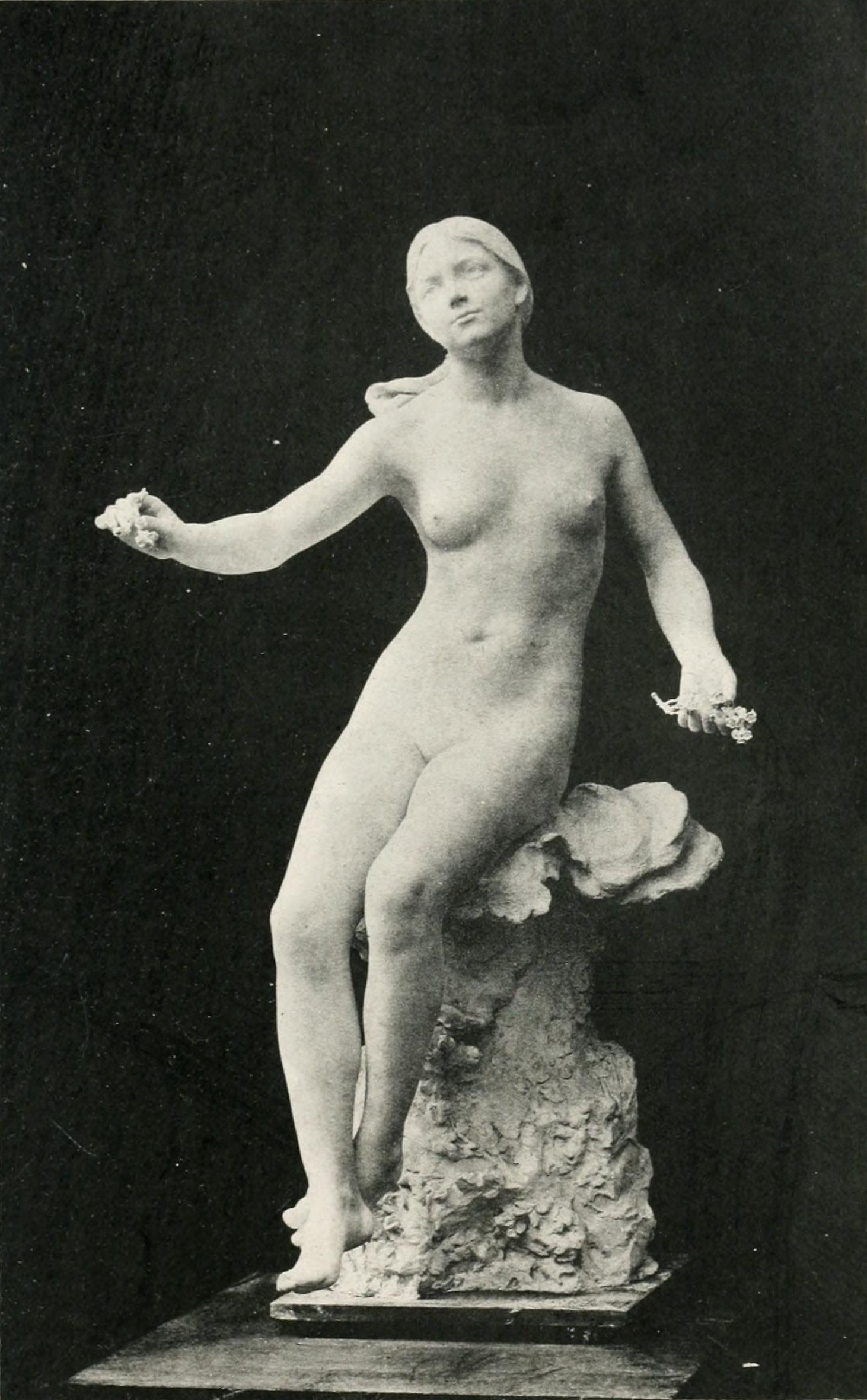
Le Printemps (Salon de 1892).
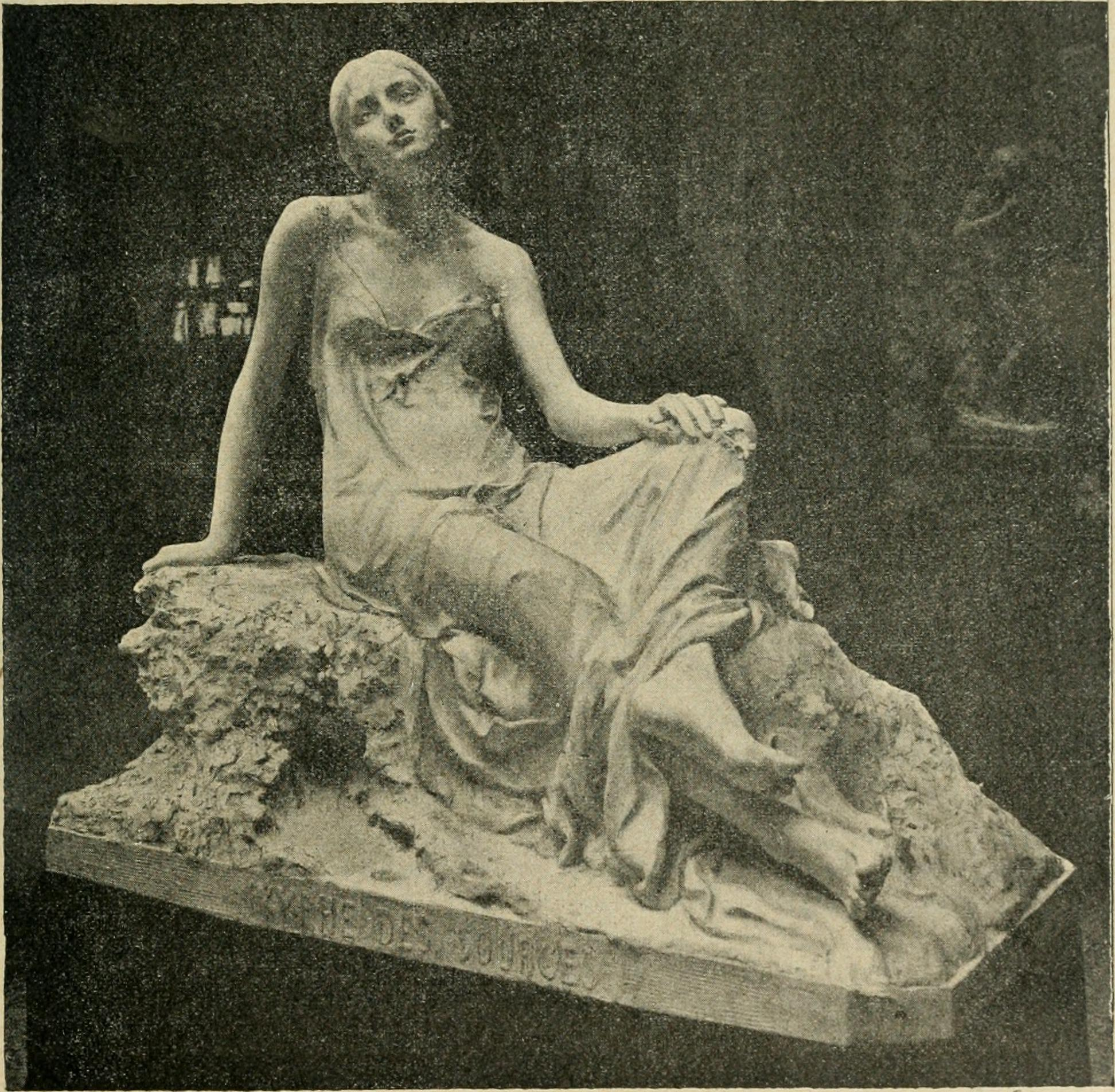
Nymphe des Sources (Salon de 1895).
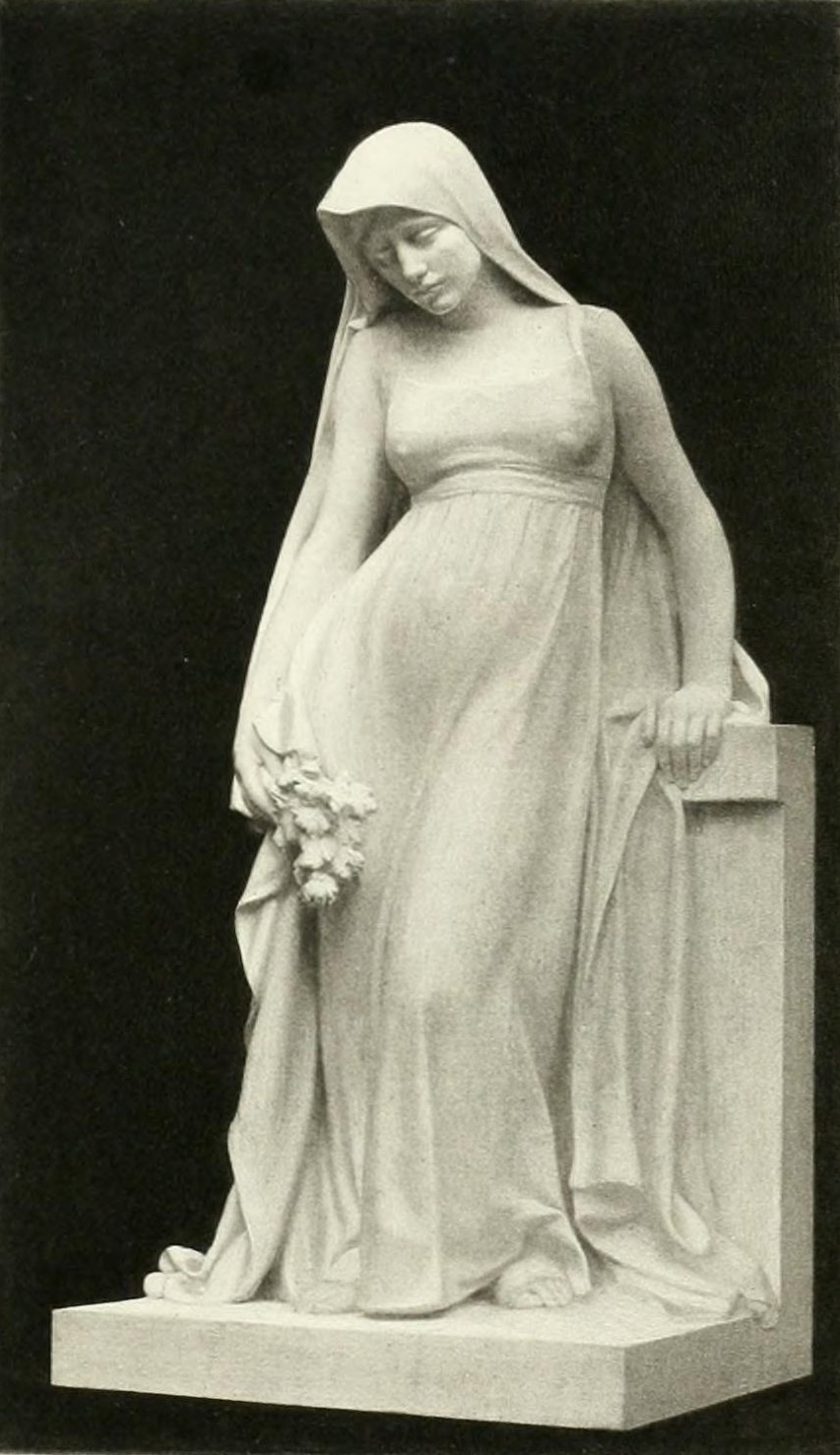
La Douleur (Salon de 1897).
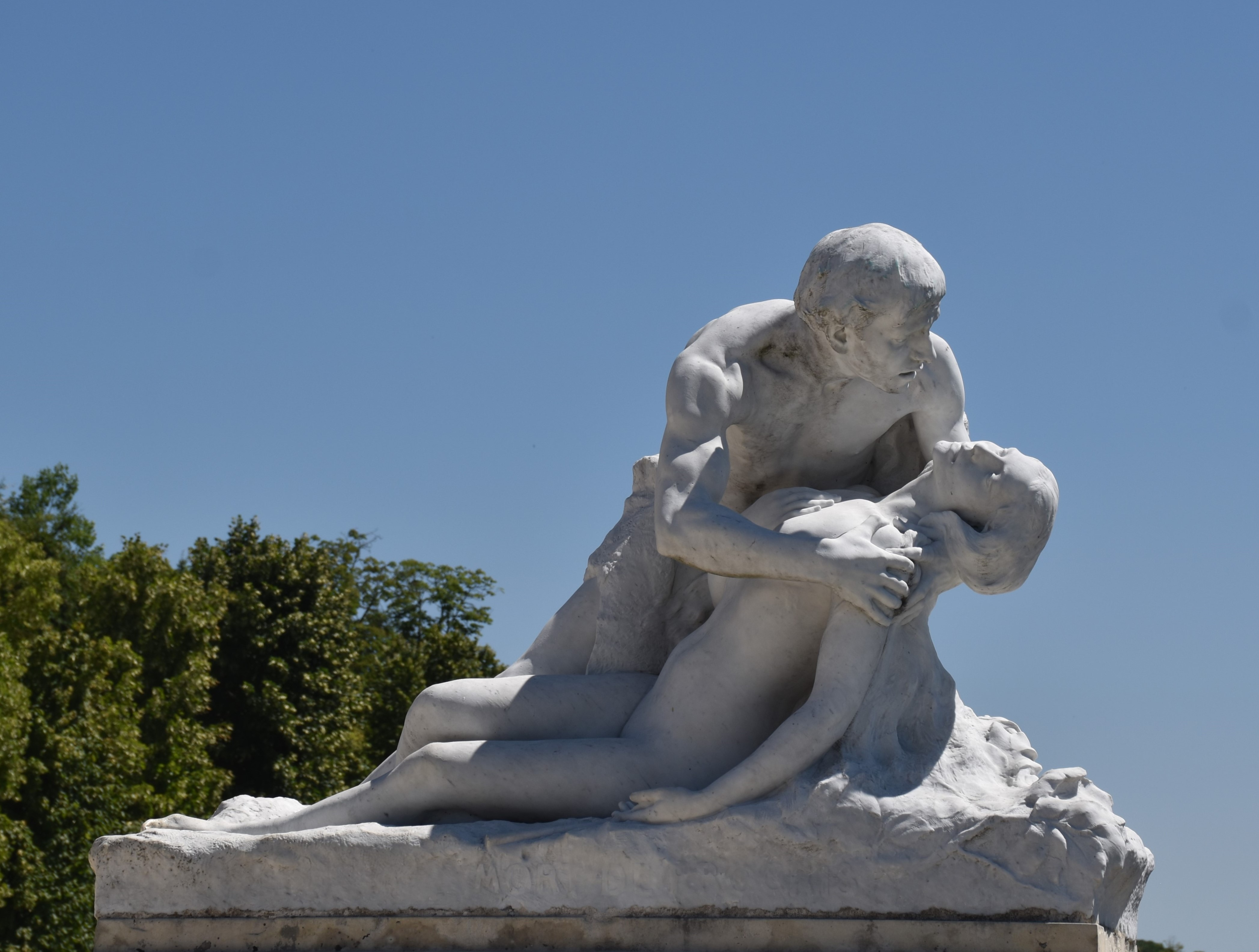
Mort de Procris (1898)
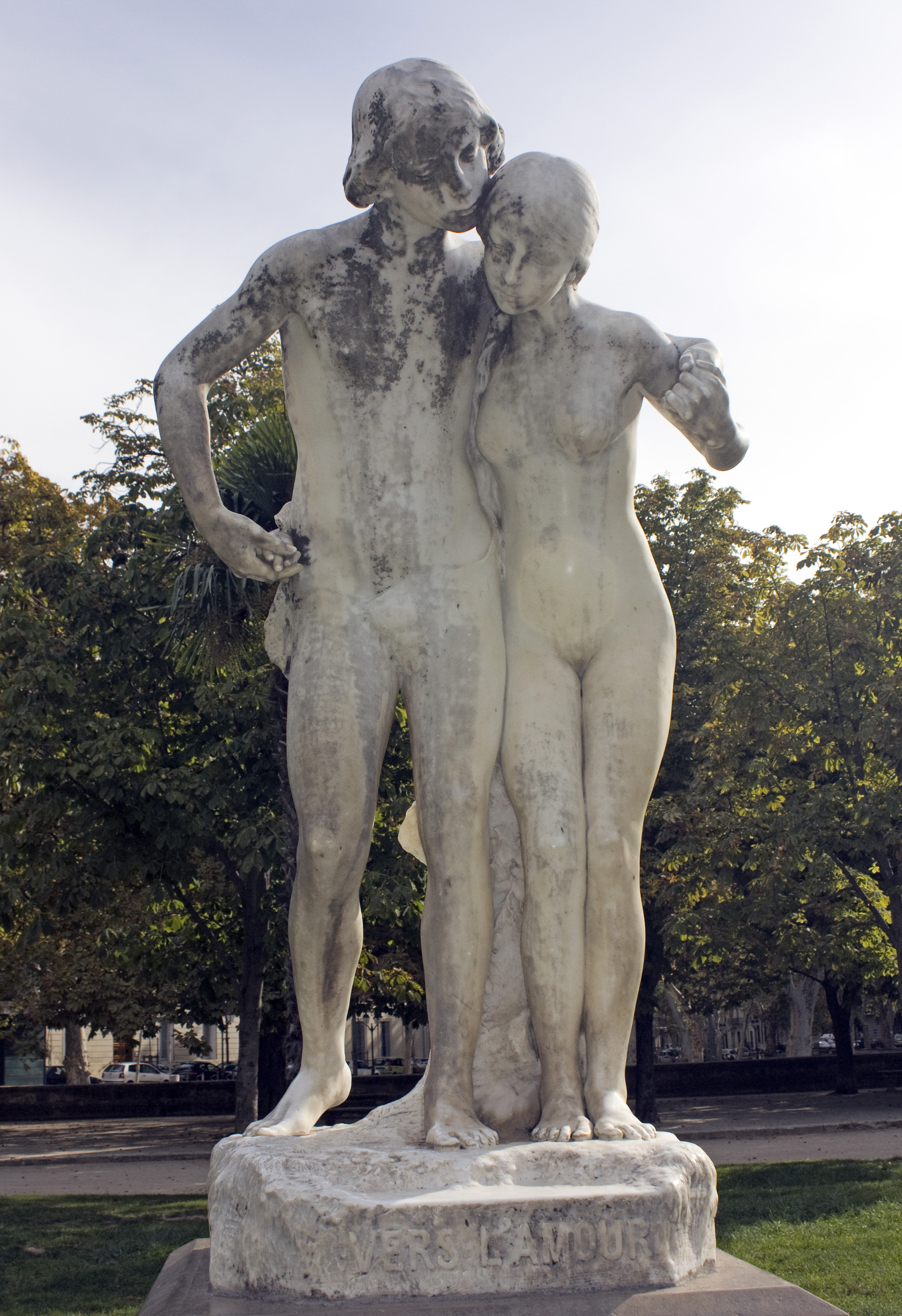
Vers l'amour (1901), Nîmes, jardins de la Fontaine.
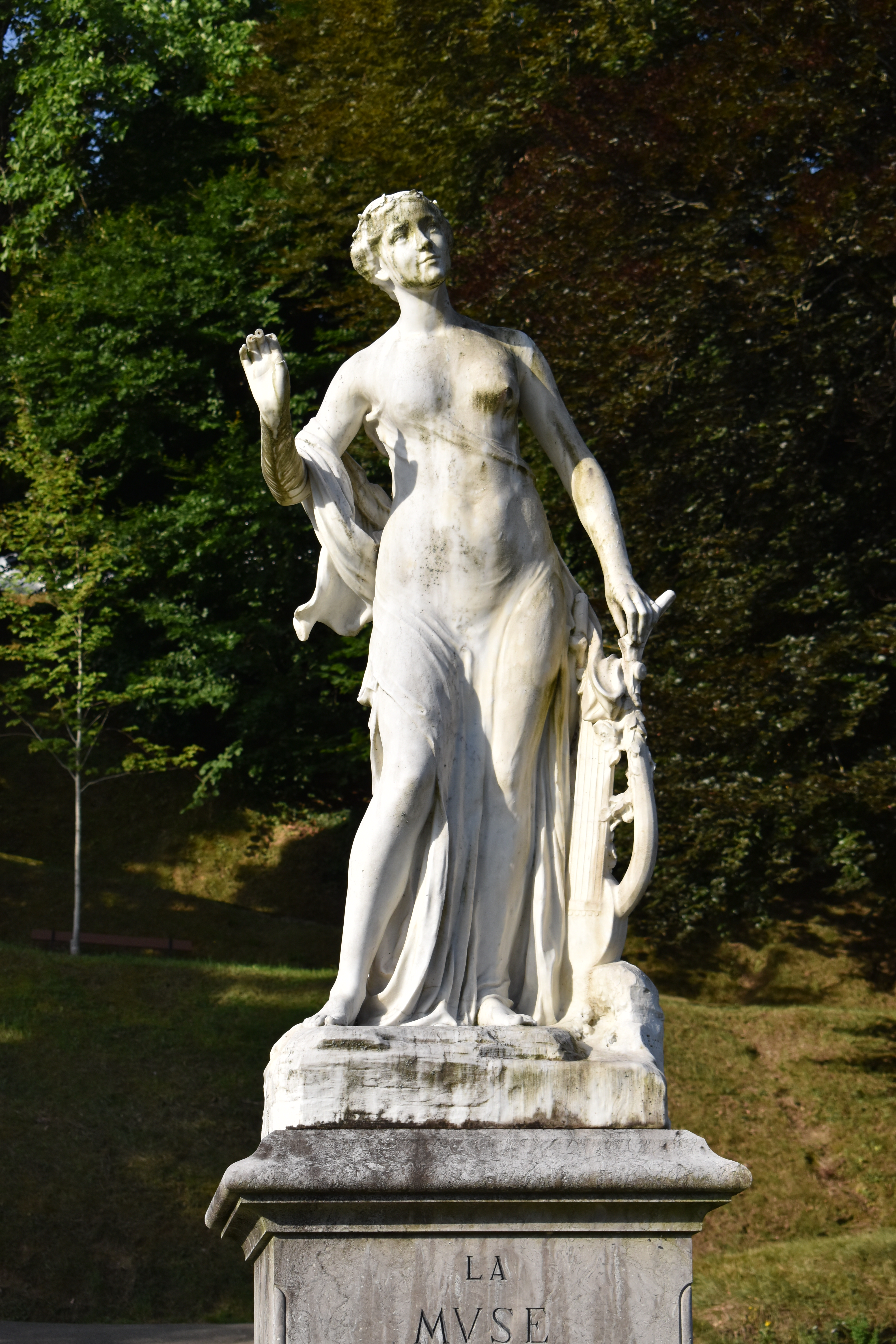
Muse Bagnéraise (1909), Bagnères-de-Bigorre, parc thermal.
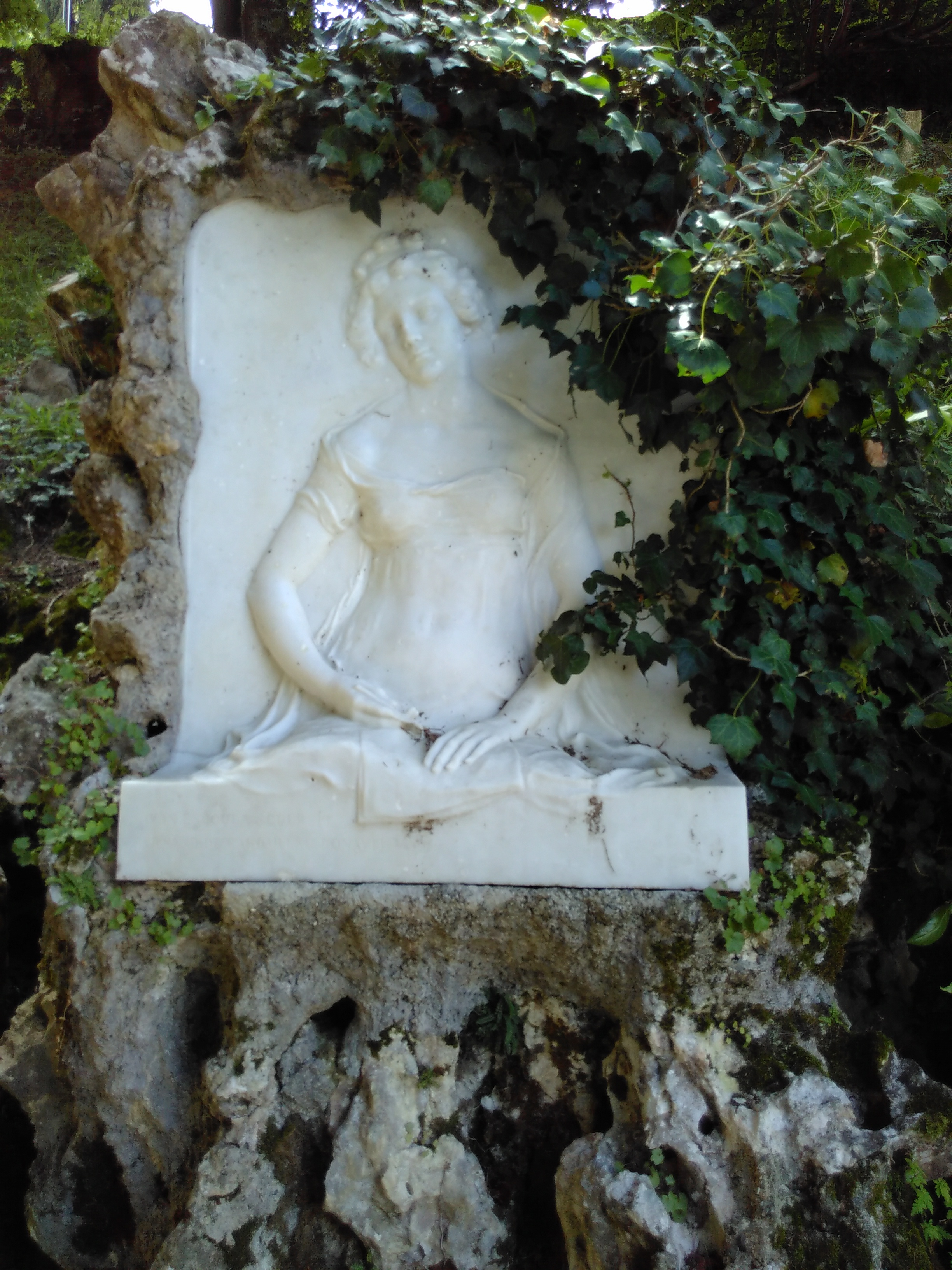
Monument à Sophie Cottin (1910), Bagnères-de-Bigorre.